# مبين الوضع
مُبيِّن الوضع أو مؤشر الموقف (Attitude indicator) اختصارا (AI)، المعروف سابقًا باسم المؤشر الأفقي (Gyro horizon) أو الأفق الاصطناعي (Artificial horizon)، هو أداة طيران تُعلم الطيار بتوجيه الطائرة بالنسبة إلى أفق الأرض، وتعطي مؤشرًا فوريًا على أصغر تغيير في الاتجاه. تحاكي الطائرة المصغرة وشريط الأفق علاقة الطائرة بالأفق الفعلي. إنها أداة أساسية للطيران في ظروف الأرصاد الجوية للأجهزة.
يتم تقديم الموقف دائمًا للمستخدمين بوحدة درجات (°). ومع ذلك، قد تستخدم الأعمال الداخلية مثل أجهزة الاستشعار والبيانات والحسابات مزيجًا من الدرجات والراديان، حيث قد يفضل العلماء والمهندسون العمل مع الراديان.

## الاستخدام

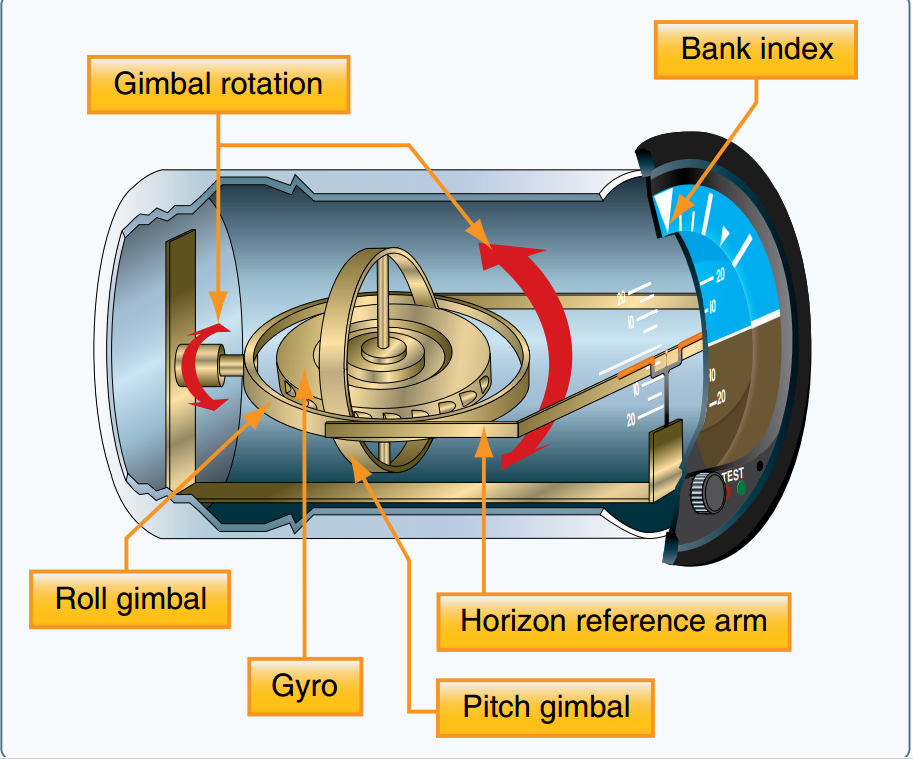
داخلية (AI)

تشمل المكونات الأساسية للذكاء الاصطناعي طائرة مصغرة رمزية مثبتة بحيث تبدو وكأنها تطير بالنسبة إلى الأفق. يقوم مقبض الضبط، لحساب خط رؤية الطيار، بتحريك الطائرة لأعلى ولأسفل لمحاذاة خط الأفق. النصف العلوي من الآلة باللون الأزرق لتمثيل السماء، بينما النصف السفلي باللون البني لتمثيل الأرض. يوضح مؤشر البنك في الأعلى زاوية الطائرة للبنك. تشير الخطوط المرجعية في المنتصف إلى درجة الانحدار، لأعلى أو لأسفل، بالنسبة إلى الأفق.
تتميز معظم الطائرات الروسية الصنع بتصميم مختلف إلى حد ما. شاشة الخلفية ملونة كما هو الحال في الآلة الغربية، لكنها تتحرك لأعلى ولأسفل فقط للإشارة إلى درجة الصوت. يتدحرج رمز يمثل الطائرة (المثبتة في أداة غربية) يسارًا أو يمينًا للإشارة إلى زاوية الضفة. قد تكون النسخة المختلطة المقترحة من الأنظمة الغربية والروسية أكثر سهولة، لكنها لم تنتشر على الإطلاق.

## عملية

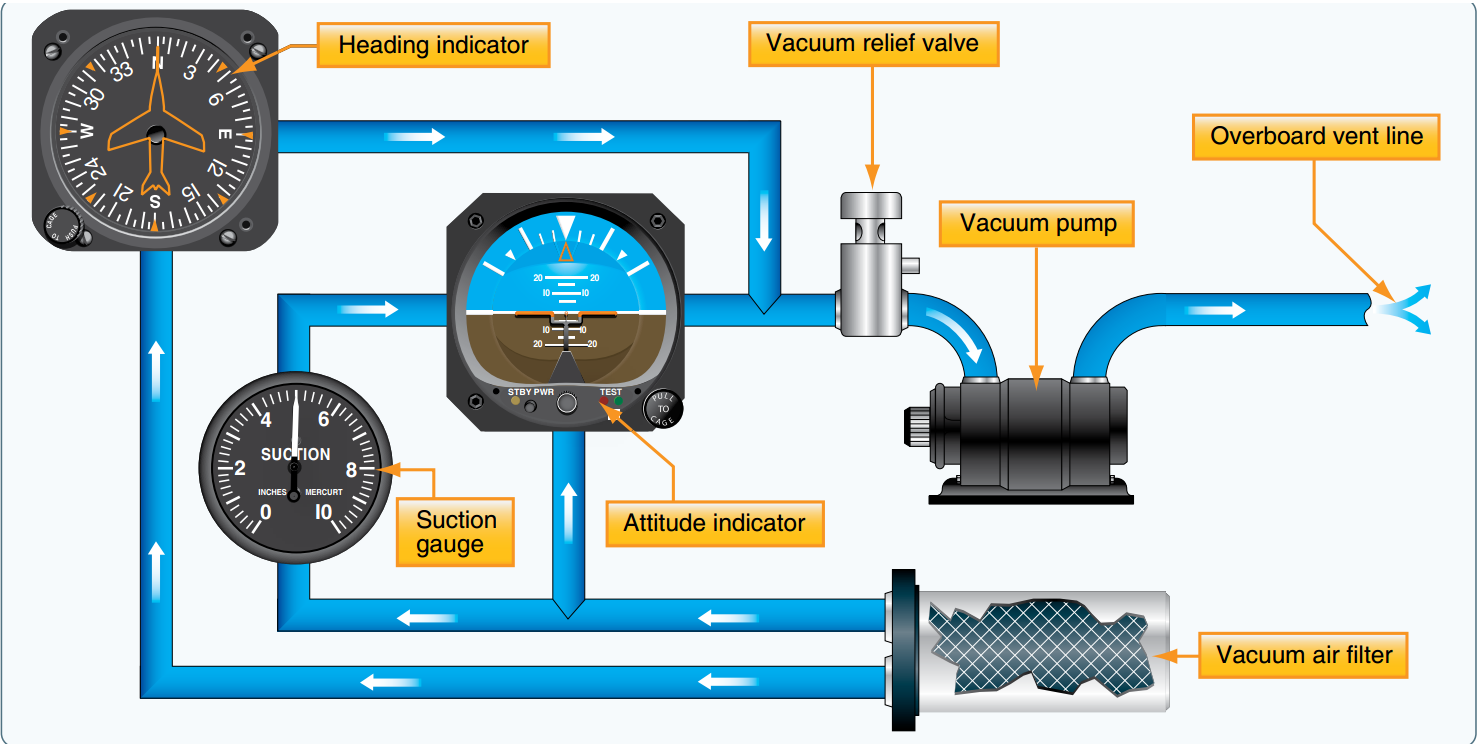
نظام فراغ باستخدام مضخة فراغ

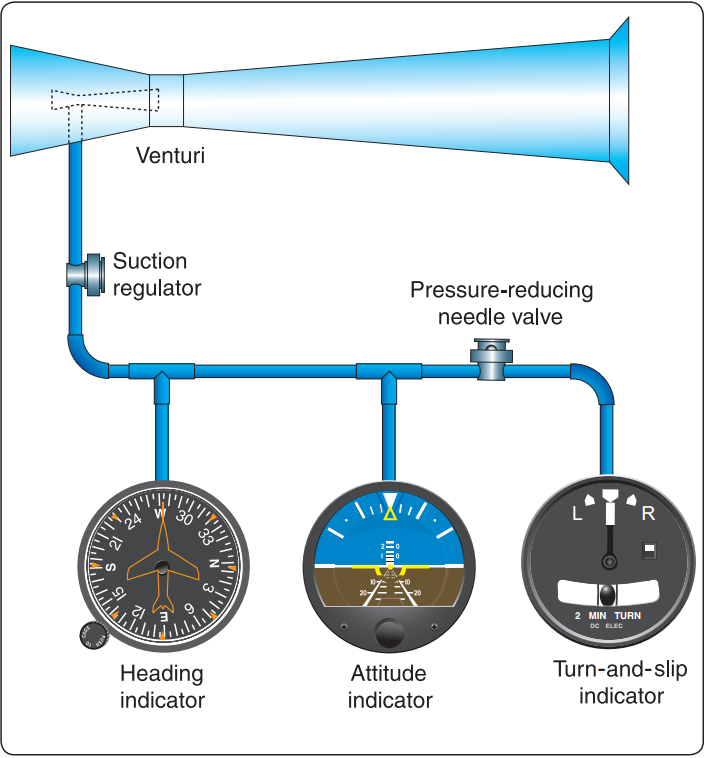
نظام فراغ باستخدام فنتوري

قلب الذكاء الاصطناعي هو الجيروسكوب (الجيروسكوب) الذي يدور بسرعة عالية، إما من محرك كهربائي، أو من خلال حركة تيار من الهواء يدفع على دوارات دوارة موضوعة على طول محيطها. يتم توفير تيار الهواء بواسطة نظام تفريغ، مدفوع بمضخة تفريغ، أو فنتوري. يمر الهواء عبر أضيق جزء من فنتوري بضغط هواء منخفض من خلال مبدأ برنولي. يتم تثبيت الجيروسكوب في محور مزدوج، والذي يسمح للطائرة بالالتفاف والدوران بينما يظل الدوران في وضع مستقيم. آلية نصب ذاتي، يتم تشغيلها عن طريق الجاذبية، تتصدى لأي انحراف ناتج عن احتكاك المحمل. قد تستغرق آلية التركيب بضع دقائق لإحضار الجيروسكوبات إلى الوضع الرأسي القائم بعد تشغيل محرك الطائرة لأول مرة.
مؤشرات الموقف لها آليات تحافظ على مستوى الأداة فيما يتعلق باتجاه الجاذبية. قد تتسبب الأداة في حدوث أخطاء صغيرة، في الملعب أو الانحناء خلال فترات طويلة من التسارع، أو التباطؤ، أو المنعطفات، أو بسبب انحناء الأرض أسفل الطائرة في الرحلات الطويلة. بادئ ذي بدء، غالبًا ما يكون لديهم وزن أكبر قليلاً في الجزء السفلي، بحيث عندما تكون الطائرة مستلقية على الأرض، فإنها ستعلق في المستوى، وبالتالي ستكون مستوية عند البدء. ولكن بمجرد بدئهم، فإن هذا الوزن المتدلي في القاع لن يسحبهم إلى المستوى إذا كانوا خارج المستوى، ولكن بدلاً من ذلك، فإن سحبها سوف يتسبب في دفع الجيروسكوب. من أجل السماح للجيروسكوب بالتوجيه ببطء شديد نحو اتجاه الجاذبية أثناء التشغيل، فإن الجيروسكوب الفراغي النموذجي الذي يعمل بالطاقة يحتوي على نواسات صغيرة على غلاف الدوار والتي تغطي جزئيًا فتحات الهواء. عندما يكون الجيروسكوب خارج المستوى بالنسبة لاتجاه الجاذبية، فإن البندولات سوف تتأرجح في اتجاه الجاذبية وتكشف أو تغطي الثقوب، بحيث يُسمح للهواء أو يمنع من النفث من الثقوب، وبالتالي تطبيق قوة صغيرة لتوجيه الدوران نحو اتجاه الجاذبية. قد يكون للجيروسكوب الذي يعمل بالطاقة الكهربائية آليات مختلفة لتحقيق تأثير مماثل.
كانت أنظمة الذكاء الاصطناعي الأقدم محدودة في مقدار الملعب أو التدحرج الذي يمكنهم تحمله. قد يؤدي تجاوز هذه الحدود إلى تعثر الجيروسكوب حيث يتلامس مبيت الجيروسكوب مع المحورين، مما يتسبب في قوة مقدمة. يتطلب منع هذا وجود آلية قفص لقفل الدوران إذا تجاوزت الملعب 60° وتجاوزت اللفة 100°. لا تملك أنظمة الذكاء الاصطناعي الحديثة هذا القيد، وبالتالي لا تتطلب آلية حبس.

## مؤشر موقف مدير الرحلة
تُستخدم مؤشرات الموقف أيضًا في المركبات الفضائية المأهولة وتسمى مؤشرات موقف مدير الطيران (FDAI)، حيث تشير إلى زاوية الانحراف للمركبة (الأنف يسارًا أو يمينًا)، والانحراف (الأنف لأعلى أو لأسفل)، واللف، والمدار بالنسبة إلى ثابت- إطار مرجعي بالقصور الذاتي من وحدة القياس بالقصور الذاتي (IMU). يمكن تكوين (FDAI) لاستخدام المواضع المعروفة بالنسبة إلى الأرض أو النجوم، بحيث يمكن للمهندسين والعلماء ورواد الفضاء توصيل الموقع النسبي والموقف والمدار النسبي للمركبة.

## نظمة مراجع الوضع والاتجاه
أنظمة مرجع الوضع والاتجاه (Attitude and Heading Reference Systems) - (AHRS) تستطيع توفير معلومات ثلاثية المحاور استنادًا إلى جيروسكوبات الليزر الحلقية، والتي يمكن مشاركتها مع أجهزة متعددة في الطائرة، مثل عروض الطيران الأولية «قمرة القيادة الزجاجية» (PFDs). بدلاً من استخدام جيروسكوب الغزل، تستخدم (AHRS) الحديثة إلكترونيات الحالة الصلبة، وأجهزة استشعار بالقصور الذاتي منخفضة التكلفة، ومعدلات الجيروسكوب، ومقاييس المغناطيسية. :8–20 :5–22
مع معظم أنظمة (AHRS)، إذا فشلت أنظمة مُبيِّن الوضع للطائرة، فسيكون هناك مُبيِّن وضع احتياطي موجود في وسط لوحة العدادات، حيث تتوفر أيضًا أدوات أساسية أخرى مثل مؤشر السرعة ومقياس الارتفاع. قد تظل هذه الأدوات الاحتياطية الميكانيكية في الغالب متاحة حتى في حالة فشل أدوات الطيران الإلكترونية، على الرغم من أن مؤشر وضع الاستعداد قد يكون مدفوعًا كهربائيًا وسوف يفشل، بعد وقت قصير، إذا فشلت طاقته الكهربائية.

## مؤشر اتجاه الوضع
مؤشر اتجاه الوصع (Attitude Direction Indicator) - (ADI)، أو مؤشر مدير الرحلة (FDI)، هو مؤشر الوضع متكامل مع نظام مدير الطيران (FDS). يشتمل ADI على جهاز كمبيوتر يتلقى المعلومات من نظام الملاحة، مثل (AHRS)، ويعالج هذه المعلومات لتزويد الطيار بمسار رحلة ثلاثي الأبعاد للحفاظ على المسار المطلوب. يأخذ جديلة شكل قضبان التوجيه V. يتم تمثيل الطائرة برمز دلتا ويطير الطيار بالطائرة بحيث يتم وضع رمز دلتا داخل قضبان التوجيه V. :5-23,5-24

## أنظر أيضًا

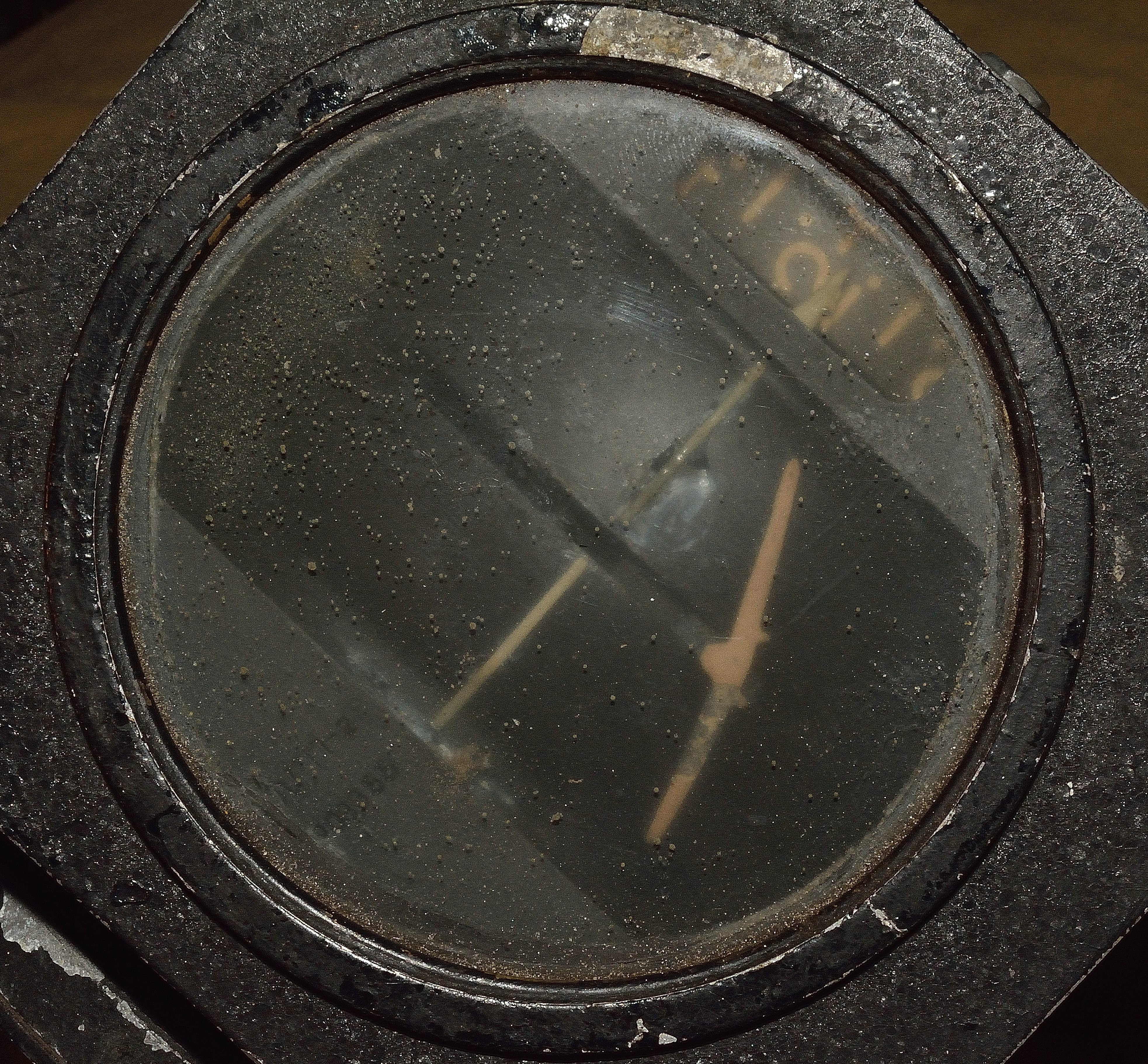
الأفق السوفيتي الاصطناعي (AGP-2) مائل إلى اليسار ويظهر مقدمة الطائرة لأسفل وانحناءة إلى اليسار. يتماشى خط "الأفق" الأبيض دائمًا مع الأجنحة، وليس مع الأفق المرئي من قمرة القيادة

- طيران الهند الرحلة 855
- خطوط الشحن الكورية الرحلة 8509
- مؤشر الانعطاف